# El Zapote (centrala Sinaloa kommun)
El Zapote är en ort i Mexiko.   Den ligger i kommunen Sinaloa och delstaten Sinaloa, i den västra delen av landet, 1 200 km nordväst om huvudstaden Mexico City. El Zapote ligger 183 meter över havet och antalet invånare är 174.
Terrängen runt El Zapote är kuperad österut, men västerut är den platt. Runt El Zapote är det glesbefolkat, med 19 invånare per kvadratkilometer. Närmaste större samhälle är Sinaloa de Leyva, 19,7 km väster om El Zapote. I omgivningarna runt El Zapote växer huvudsakligen savannskog.